# 根圏細菌

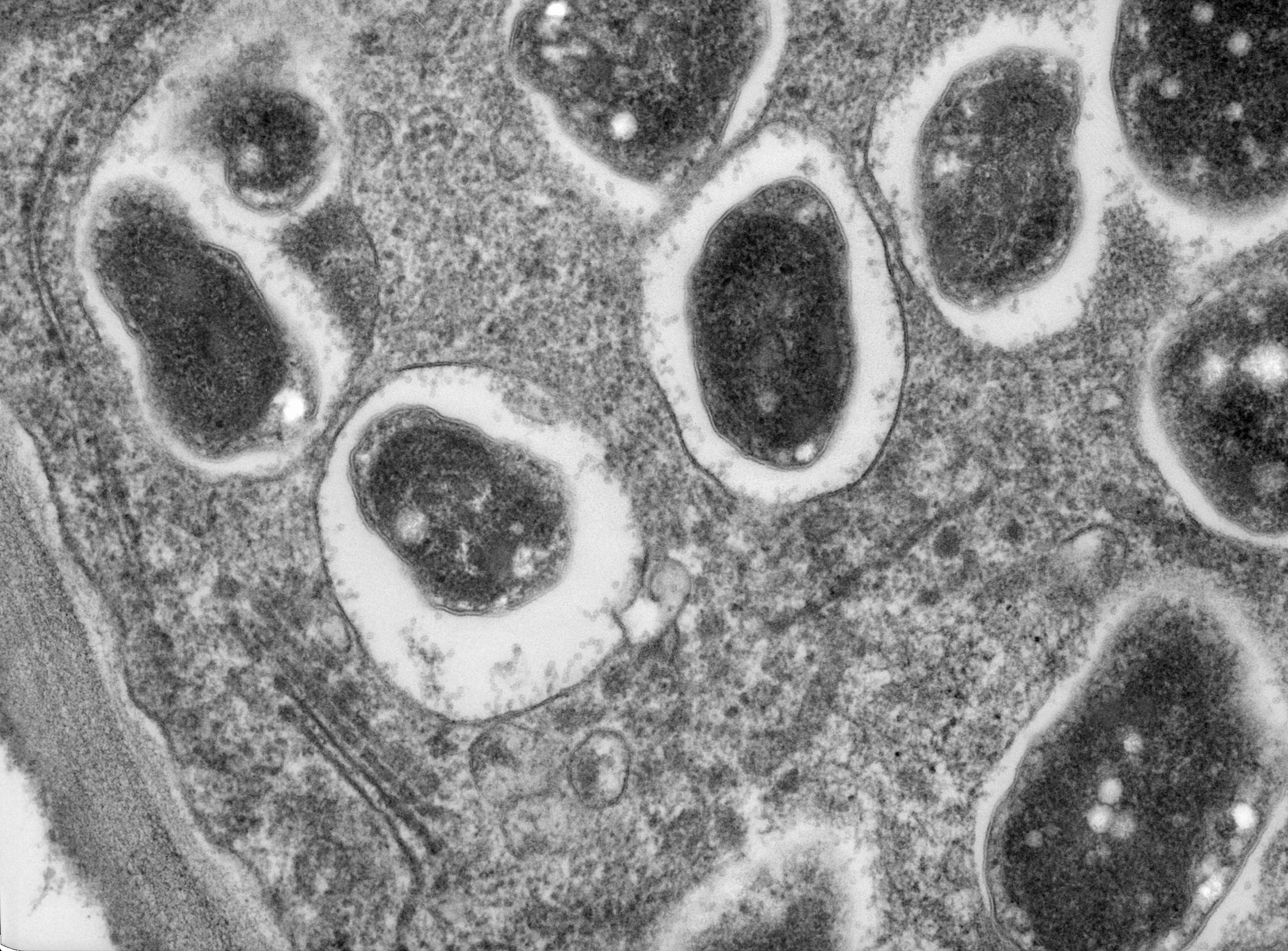
大豆（Glycine max 'Essex'）の根粒の断面。この根粒には根圏細菌の一種Bradyrhizobium japonicumが生息し、窒素固定の共生系を形成している。この写真はバクテロイドの細胞の一部（小胞体、網状体および細胞壁）を写している。

根圏細菌（こんけんさいきん、英: Rhizobacteria）とは、根圏に生息し、多くの植物と共生関係を結ぶ細菌である。根圏細菌の英語名のRhizobacteriaはギリシャ語の根（rhiza）に由来する。根圏細菌には寄生種も存在するが、この用語は通常、植物と互いに有益な関係（相利共生）を形成している細菌を意味する。これらの細菌は農業分野において生物肥料に用いられており、生物肥料に使用されている微生物の中では重要な位置を占める。根圏細菌は、しばしば植物成長促進根圏細菌（Plant Growth-Promoting Rhizobacteria：PGPRs）を指す。PGPRという語を最初に用いたのは1970年のJoseph W. Kloepperであり、これ以降、自然科学の文献に一般的に用いられるようになった。PGPRは、宿主の植物種によって異なる関係を築く。この関係は主に2つ―rhizosphericとendophytic―に分けられる。Rhizospheric関係では、PGPRは根表面か、根表面の細胞間隙にコロニーを形成している。そして、しばしば根粒を構築する。根圏の優勢種はAzospirillum属である。Endophytic関係ではPGPRは宿主植物組織のアポプラスト空間で生息・生育する。

植物との共生関係の他、根圏細菌が、菌根菌の成長を促進させるなど、菌根菌との共生関係も近年注目されている。
植物や土壌環境が、根圏細菌の群集に影響を与えることも示唆されており、群集決定要因や、宿主植物、菌根菌との3者の共生関係など研究の進展が期待される。

## 窒素固定
窒素固定は、根圏微生物において最も利益的な行動である。窒素は植物にとって必要不可欠であり、栄養素として体内に取り込み続けなければ生存・生育できない。植物は窒素分子（N2）の2つの窒素原子間の三重結合を切断することはできないため、大気中の窒素分子を吸収することはできない。窒素固定では窒素ガス（N2）はアンモニア（NH3）に変換され、植物に吸収されることが可能となる。根圏細菌は窒素固定によって宿主植物の生長を強力に補助したり促進したりできる。
宿主植物はアンモニアを同化する必要はないので、アミノ酸を細菌に供給する。供給したアミノ酸の窒素分は窒素固定によって植物へと還元される。窒素固定に関連するニトロゲナーゼは嫌気環境に関わる。根粒中の膜は嫌気環境を根圏細菌に提供する。根圏細菌は代謝のために酸素を要求するため、酸素を供給するヘモグロビンタンパク質のレグヘモグロビンを根粒中で産生する。
マメ科植物は、窒素固定を促進する作物であるとよく知られている。マメ科植物は、土壌の健康を維持する目的で何世紀にもわたって輪作に活用されてきた。

## 相利共生
植物は根圏細菌から可給態の栄養素を受け取ることができ、そのためには根圏細菌の生存に適した場所と条件を提供する必要がある。根圏細菌のために根粒を生産したり維持したりするための植物の負担は、光合成の全出力の12-25%とされている。マメ科植物は、栄養素が利用不能となるとすぐに付近の場所へと移住することがしばしばある。一度移住すると根圏細菌はマメ科植物の根の周辺を栄養素豊かにし、今度は宿主植物と他の植物との競争を招く。このように、根圏細菌との共生関係は宿主植物の競争の激化につながることもある。
PGPRは植物による土壌中の栄養素の利用能を高める。その過程は第一に栄養素の非可給態の可溶化である。根圏細菌は有機酸や脱リン酸化酵素を分泌し、H2PO4−といったリンの不溶性かつ非可給性形態を可給態へと変換する。第二に、シデロホアを産生し、このキレート剤によって根細胞への栄養素の運搬を効率的にする。PGPRにはPseudomonas putida、Azospirillum fluorescens、およびAzospirillum lipoferumなどがいる。マメ科植物と共生している窒素固定細菌の中では、Allorhizobium属、Azorhizobium属、Bradyrhizobium属、およびRhizobium属が特に重要とされている。
上記のように微生物の接種は作物に有益である可能性がある。しかし、多くの作物に対しての、大きな規模での利用は経済的に実行可能な技術に至っていない。このため、産業的な農業に広く活用されていない。例外は、エンドウマメのようなマメ科植物への根粒菌の接種である。PGPRの接種が効率的な窒素固定をもたらすことは確認されている。この技術は100年以上にわたり北米の農業に利用されてきた。

## 植物成長促進根圏微生物
植物成長促進根圏微生物（plant growth-promoting rhizobacteria：PGPR）とは、種子に接種されるとその植物の根に生息し、その植物の生育を促進する土壌微生物である。この定義はKloepperとSchrothによって初めて行われた。
コロニー形成の過程は暗示されている。種子に接種された後に生存し、種子の滲出物に応答して種子圏（種子周辺の環境）で繁殖し、根表面へと吸着し、そして発達する根系でコロニー形成する可能性がある。圃場内でPGPRが有効とならない理由は、しばしば植物の根に定着する能力がないためである。細菌の形質の多様性と特定の遺伝子はこのプロセスに寄与する。この遺伝子のいくつかは同定されている。これら遺伝子が関与する形質には運動性、種子や根の滲出物への走化性、線毛の生産、特定の細胞表面成分の生産、特定の根滲出物の成分を利用する能力、タンパク質分泌、およびクオラムセンシングを含む。これら形質の発現に手を加えられた変異体の生成は、各形質がコロニー形成の過程で果たす正確な役割についての理解を助ける。
遺伝子の同定作業の進歩は、遺伝子融合技術による無差別なスクリーニング戦略を用いて行われている。この戦略では、コロニー形成の過程で発現する遺伝子を検出するために、レポータートランスポゾンとin vitroでの発現技術（in vitro expression technology：IVET）とを利用している。
緑色蛍光タンパク質や蛍光抗体などといった分子マーカーを使用することで、共焦点レーザー走査型顕微鏡を用いて根における根圏細菌を観察することが可能となる。加えて、rRNA標的プローブを利用することで、根圏における根圏細菌の代謝活性をモニターすることができる。これら二つのアプローチの組み合わせは、根端に位置する細菌が最も活発であったことを示した。

### メカニズム
PGPRは、直接および間接的な手段によって植物の成長を促進するが、具体的なメカニズムはすべて十分に明らかとなっているわけではない。PGPRによる植物成長促進の間接的なメカニズムには、作物収量への植物病原体の有害な影響を低減するPGPRの能力が関わっているが、直接的なメカニズムは植物病原体または他の根圏微生物の非存在下でも観察される。PGPRは様々なメカニズムによって植物の生長を直接的に高めることが報告されている。直接的なメカニズムには、窒素固定による植物への窒素源の供給、シデロホアの生産と可給態の鉄分の供給、リンなどのミネラルの可溶化、植物ホルモンの合成がある。また、PGPR存在下の根表面では特定のイオンの流動が増加し、ミネラルの取り込み量が直接強化されることが報告されている。PGPRによる植物ホルモン合成の役割については、特定の植物ホルモンを合成したり、応答したりする能力が改変された微生物や植物の変異体を用いた分子アプローチにより研究が進められている。オーキシンとサイトカイニンを合成する、もしくは植物のエチレン合成を妨害するPGPRが同定されている。

## 有害根圏細菌
テンサイの研究は、根でコロニー形成する細菌のいくつかが有害根圏細菌（deleterious rhizobacteria：DRB）であることを明らかにした。この研究では、DRBを接種したテンサイの種子は、発芽率の低下、根の病変、根の伸長の低下、根の湾曲、真菌感染の増加、および植物体の生長の減少を示した。一度の実験でテンサイ収量が48%減少した。
Enterobacter属、Klebsiella属、Citrobacter属、Flavobacterium属、Achromobacter属、およびArthrobacter属からDRB株が同定されている。知られている分類学上の種だけでも数が多いため、非常に多種多様なDRBとしての完全な特性決定は可能ではない。
PGPRの存在は、テンサイの根におけるDRBの繁殖を抑制・低減することが証明されている。PGPRとDRBの両方を植菌した場合では収量が39%増加したが、DRBのみを与えた場合では収量が30%減少した。

## 生物的防除
根圏微生物は、他の微生物や真菌による植物病害を制御する場合がある。体系的な抵抗性と抗真菌性の代謝産物の生産を通じて病害は抑制される。Pseudomonas属の生物的防除株は植物の生長を促進するよう遺伝的に改変されており、農業用作物の病害抵抗性を高める。農業では、蒔かれる前の種皮に植菌用微生物が投入される。接種を受けた種子では十分な細胞数の根圏微生物が根圏にて確立し、収穫に有益な効果を顕著に示す可能性が高い。